# Sapromyza hieroglyphica
Sapromyza hieroglyphica är en tvåvingeart som beskrevs av Malloch 1927. Sapromyza hieroglyphica ingår i släktet Sapromyza och familjen lövflugor. Inga underarter finns listade i Catalogue of Life.